# Тельчак-Пуэрто (муниципалитет)
Тельчак-Пуэрто (исп. Telchac Puerto) — муниципалитет в Мексике, штат Юкатан, с административным центром в одноимённом посёлке. Численность населения, по данным переписи 2010 года, составила 1726 человек.

## Общие сведения
Название Telchac c майянского языка можно перевести как: необходимый дождь или длинные корни манговых деревьев. Приставка Puerto — с исп. — «порт, портовый», появилась позже, чтобы внести различие с Тельчак-Пуэбло.
Площадь муниципалитета равна 65 км², что составляет 0,16 % от площади штата, а средняя высота — 3 метра над уровнем моря.
Он граничит с другими муниципалитетами Юкатана: на востоке с Синанче, на юге с Тельчак-Пуэбло, на западе с Цемулем, а на севере омывается водами Мексиканского залива.

## Учреждение и состав
Муниципалитет был образован 7 июля 1927 года, в его состав входит 4 населённых пункта, самым крупным из которых является административный центр:
| Код INEGI                  | Населённый пункт                                                                              | Численность населения (2005 год) | Численность населения (2010 год) |
| -------------------------- | --------------------------------------------------------------------------------------------- | -------------------------------- | -------------------------------- |
| 083                        | Всего                                                                                         | 1626                             | 1726                             |
| 0001                       | Тельчак-Пуэрто (исп. Telchac Puerto) 21°20′26″ с. ш. 89°15′47″ з. д. (административный центр) | 1618                             | 1722                             |
| 0024                       | Сан-Фелипе (исп. San Felipe) 21°18′49″ с. ш. 89°15′48″ з. д.                                  | 4                                | 2                                |
| —                          | Прочие                                                                                        | 4                                | 2                                |
| Названия на карте Генштаба |                                                                                               |                                  |                                  |

## Экономика
По статистическим данным 2000 года, работоспособное население занято по секторам экономики в следующих пропорциях:
- торговля, сферы услуг и туризма — 42,2 %;
- сельское хозяйство и рыболовство — 41,1 %;
- производство и строительство — 16 %;
- безработные — 0,7 %.

## Инфраструктура
По статистическим данным 2010 года, инфраструктура развита следующим образом:
- протяжённость дорог: 37,3 км;
- электрификация: 97,6 %;
- водоснабжение: 96 %;
- водоотведение: 96,2 %.

## Достопримечательности
В муниципалитете можно посетить церковь Святого Хуана де Диоса, построенную в XVII веке, а также археологические памятники цивилизации майя: Шкамбо и Миснай.

## Фотографии

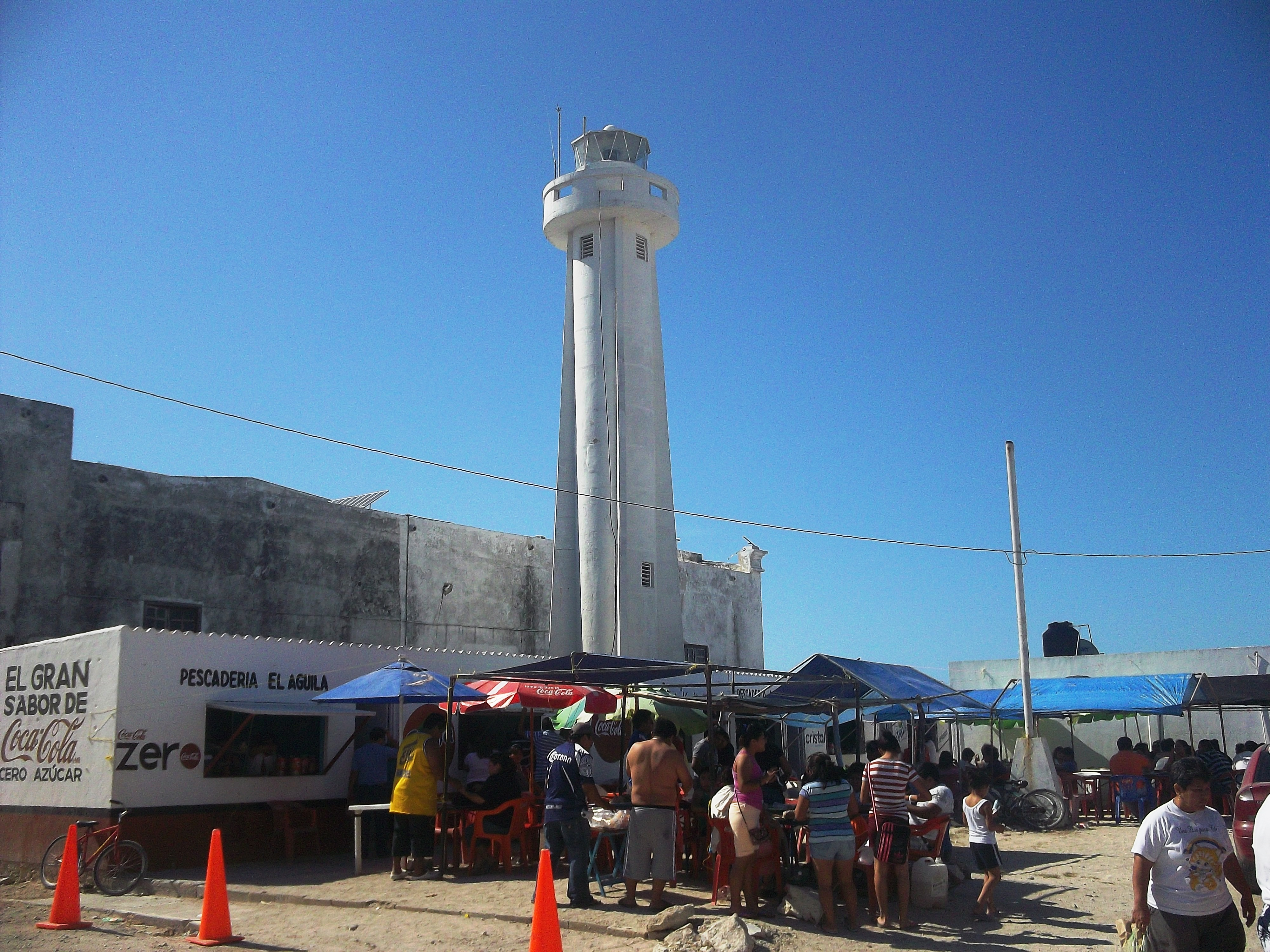
Маяк в Тельчак-Пуэрто
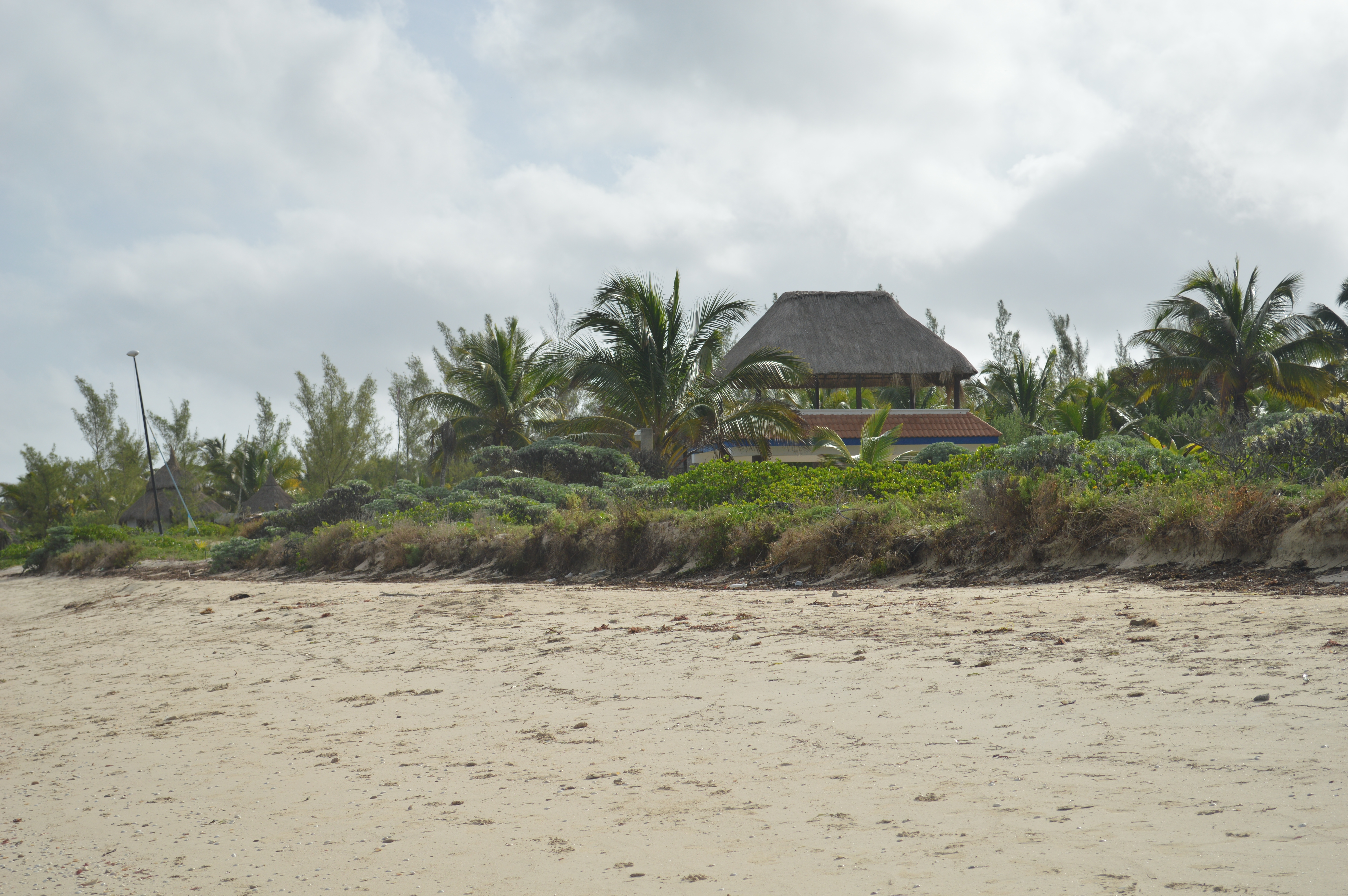
Отель Лас-Тунас